# Liste der beamteten Staatssekretäre im Bundesministerium der Verteidigung
Diese Liste umfasst die beamteten Staatssekretäre im Bundesministerium der Verteidigung in Deutschland.
- 1955–1959: Josef Rust
- 1959–1964: Volkmar Hopf
- 1964–1966: Karl Gumbel
- 1966–1967: Karl Carstens
- 1968–1969: Karl-Günther von Hase
- 1969–1971: Johannes Birckholtz
- 1970–1972: Ernst Wolf Mommsen
- 1971–1972: Günter Wetzel
- 1972–1976: Siegfried Mann
- 1972–1978: Helmut Fingerhut
- 1977–1980: Karl Schnell
- 1978–1984: Joachim Hiehle
- 1981–1982: Klaus Dieter Leister
- 1982–1989: Lothar Rühl
- 1984–1987: Günter Ermisch
- 1984–1989: Manfred Timmermann
- 1987–1992: Ludwig-Holger Pfahls
- 1989–1991: Karl-Heinz Carl
- 1991–2000: Peter Wichert
- 1992–1996: Jörg Schönbohm
- 1996–1998: Gunnar Simon
- 1998–2002: Walther Stützle
- 2000–2005: Klaus-Günther Biederbick
- 2002–2007: Peter Eickenboom
- 2005–2009: Peter Wichert
- 2008–2013: Rüdiger Wolf
- 2010–2011: Walther Otremba
- 2011–2014: Stéphane Beemelmans
- 2013–2021: Gerd Hoofe
- 2014–2018: Katrin Suder
- 2021–2023: Margaretha Sudhof
- seit 2018: Benedikt Zimmer
- seit 2023: Nils Hilmer

Die Parlamentarischen Staatssekretäre, die keine Beamten sind, finden sich in der Liste der Parlamentarischen Staatssekretäre bei dem Bundesminister der Verteidigung.